# ستان فريمان
ستان فريمان (بالإنجليزية: Stan Freeman)‏ هو عازف جاز وملحن وكاتب أغاني وشاعر أمريكي، ولد في 3 أبريل 1920 في واتربوري في الولايات المتحدة، وتوفي في 13 يناير 2001 في لوس أنجلوس في الولايات المتحدة بسبب نفاخ رئوي.

## وصلات خارجية
- ستان فريمان على موقع IMDb (الإنجليزية)
- ستان فريمان على موقع ميوزك برينز (الإنجليزية)
- ستان فريمان على موقع قاعدة بيانات برودواي على الإنترنت (الإنجليزية)
- ستان فريمان على موقع أول ميوزيك (الإنجليزية)
- ستان فريمان على موقع ديسكوغز (الإنجليزية)
- ستان فريمان على موقع قاعدة بيانات الفيلم (الإنجليزية)